# 34328 Jackalbright
34328 Jackalbright este o planetă minoră (asteroid) din centura de asteroizi. A fost descoperită pe 31 august 2000 la Experimental Test Site⁠(d) de Lincoln Near-Earth Asteroid Research. 
Obiectul prezintă o orbită caracterizată de o semiaxă mare de 2,7428872 UAi, o excentricitate de 0,07, o înclinație de 4,39341 ° în raport cu ecliptica.